# 黃謂儒
黃謂儒（英語：Wong Wai-Yu Michael），前任宣道中學及禮賢會彭學高紀念中學校長，同時是現任香港中學校長會幹事。宣道會鄭榮之中學校監。教育統籌委員會學位分配委員會委員。

## 學歷
- 香港大學社會科學學士(榮譽)
- 香港大學社會科學碩士(公共行政)
- 香港中文大學教育文憑